# ألفرد كارلتون غيلبرت
ألفرد كارلتون غيلبرت (بالإنجليزية: Alfred Carlton Gilbert)‏ هو رائد أعمال ومخترِع أمريكي، ولد في 15 فبراير 1884 في سايلم في الولايات المتحدة، وتوفي في 24 يناير 1961 في نيو هيفن في الولايات المتحدة.

## وصلات خارجية
- ألفرد كارلتون غيلبرت على موقع أوليمبيديا (الإنجليزية)